# Węgierska Formuła 2000 Sezon 2009
Węgierska Formuła Renault Sezon 2009 – osiemnasty sezon Węgierskiej Formuły 2000.

## Kalendarz wyścigów
| Runda | Data            | Tor           | Pole position | Najszybsze okrążenie | Zwycięzca (kierowcy) | Zwycięzca (zespoły) |
| ----- | --------------- | ------------- | ------------- | -------------------- | -------------------- | ------------------- |
| 1     | 9 maja          | Hungaroring   | ?             | Chanoch Nissany      | Chanoch Nissany      | Főnix Motorsport    |
| 2     | 10 maja         | Hungaroring   | ?             | Chanoch Nissany      | Chanoch Nissany      | Főnix Motorsport    |
| 3     | 20 czerwca      | Pannónia-Ring | ?             | ?                    | László Eszenyi       | Patkó Autósport     |
| 4     | 21 czerwca      | Pannónia-Ring | ?             | ?                    | Chanoch Nissany      | Főnix Motorsport    |
| 5     | 8 sierpnia      | Kiskunlacháza | ?             | ?                    | Norbert Kiss         | Procar Motorsport   |
| 6     | 9 sierpnia      | Kiskunlacháza | ?             | ?                    | Norbert Kiss         | Procar Motorsport   |
| 7     | 29 sierpnia     | Pannónia-Ring | ?             | Norbert Kiss         | Norbert Kiss         | Procar Motorsport   |
| 8     | 30 sierpnia     | Pannónia-Ring | ?             | Chanoch Nissany      | Chanoch Nissany      | Főnix Motorsport    |
| 9     | 12 września     | Orfű          | odwołany      | odwołany             | odwołany             | odwołany            |
| 10    | 13 września     | Orfű          | odwołany      | odwołany             | odwołany             | odwołany            |
| 9     | 24 października | Hungaroring   | ?             | ?                    | Bianca Steiner       | Szász Motorsport    |
| 10    | 25 października | Hungaroring   | ?             | ?                    | Bianca Steiner       | Szász Motorsport    |

## Klasyfikacja kierowców
| Legenda oznaczeń w tabelach wyników Wyświetl szablon na nowej stronie | Legenda oznaczeń w tabelach wyników Wyświetl szablon na nowej stronie                                                                     |
| Oznaczenie                                                            | Wyjaśnienie |
| --------------------------------------------------------------------- | --- |
| Złoty                                                                 | Zwycięzca lub mistrzostwo |
| Srebrny                                                               | 2. miejsce lub wicemistrzostwo |
| Brązowy                                                               | 3. miejsce lub II wicemistrzostwo |
| Zielony                                                               | Ukończył, punktował (w klasyfikacji generalnej, gdy zdobył co najmniej jeden punkt na przestrzeni sezonu, poza trzema powyższymi opcjami) |
| Niebieski                                                             | Ukończył, nie punktował (w klasyfikacji generalnej, gdy nie zdobył co najmniej jednego punktu na przestrzeni sezonu)                      |
| Czerwony                                                              | Nie zakwalifikował się (NZ) |
| Czerwony                                                              | Nie prekwalifikował się (NPK) |
| Różowy                                                                | Nie ukończył (NU) |
| Różowy                                                                | Niesklasyfikowany (NS) (w klasyfikacji generalnej, gdy nie został sklasyfikowany w żadnym wyścigu sezonu)                                 |
| Czarny                                                                | Zdyskwalifikowany (DK) |
| Czarny                                                                | Wykluczony (WYK/EX) |
| Biały                                                                 | Nie wystartował (NW) |
| Biały                                                                 | Kontuzjowany (K/INJ) |
| Biały                                                                 | Wyścig odwołany (OD/C) |
| Bez koloru                                                            | Został wycofany (WYC/WD) |
| Bez koloru                                                            | Nie przybył (NP/DNA) |
| Bez koloru                                                            | Nie brał udziału w treningach (NT/DNP) |
| Bez koloru                                                            | Nie został zgłoszony (–) |
| Pogrubienie                                                           | Start z pole position |
| Kursywa                                                               | Najszybsze okrążenie wyścigu |
| †                                                                     | Nie ukończył, ale jego rezultat został zaliczony ze względu na przejechanie więcej niż 90% dystansu wyścigu.                              |
| *                                                                     | Sezon w trakcie |
| 1/2/3                                                                 | Punktowana pozycja w sprincie kwalifikacyjnym                                                                                             |
| Lista systemów punktacji Formuły 1                                    | |

| Poz.         | Kierowca         | Zespół                 | HUN          | HUN          | PAN          | PAN          | KIS          | KIS          | PAN          | PAN          | HUN          | HUN          | Punkty       |
| Formuła 2000 | Formuła 2000     | Formuła 2000           | Formuła 2000 | Formuła 2000 | Formuła 2000 | Formuła 2000 | Formuła 2000 | Formuła 2000 | Formuła 2000 | Formuła 2000 | Formuła 2000 | Formuła 2000 | Formuła 2000 |
| ------------ | ---------------- | ---------------------- | ------------ | ------------ | ------------ | ------------ | ------------ | ------------ | ------------ | ------------ | ------------ | ------------ | ------------ |
| 1            | Chanoch Nissany  | Főnix Motorsport       | 1            | 1            | NU           | 1            | -            | NU           | 2            | 1            | 2            | 4            | 52           |
| 2            | László Eszenyi   | Patkó Autósport        | 2            | 2            | 1            | NU           | 3            | 2            | NW           | NW           | 4            | 3            | 44           |
| 3            | Norbert Kiss     | Procar Motorsport      | 6            | NU           | 2            | 2            | 1            | 1            | 1            | 3            | 6            | 7            | 42           |
| 4            | Attila Barta     | ACS Motorsport         | 5            | 4            | 3            | 3            | 2            | 3            | 3            | 4            | 8            | 8            | 34,5         |
| 5            | István Tukora    | ACS Motorsport         | 4            | NU           | 5            | 5            | 4            | -            | 4            | 2            | 7            | 6            | 27           |
| 6            | Bianca Steiner   | Szász Motorsport       | 3            | 3            | -            | -            | -            | -            | -            | -            | 1            | 1            | 26           |
| 7            | Zsolt Balogh     | Patkó Autósport        | NU           | NU           | 4            | 4            | -            | -            | -            | -            | -            | -            | 10           |
| NS           | László Szász     | Szász Motorsport       | -            | -            | -            | -            | -            | -            | -            | -            | 3            | 2            | 8            |
| NS           | Krisztián Fekete | Endurance Club Hungary | -            | -            | -            | -            | -            | -            | -            | -            | 5            | 5            | 4            |
| NS           | Tamás Kőszegi    | Szász Motorsport       | -            | -            | -            | -            | -            | -            | -            | -            | 9            | 9            | 0            |
| NS           | Ferenc Rátkai    | Pi-Do Racing Team      | NU           | NU           | -            | -            | -            | -            | -            | -            | -            | -            | 0            |
| Formuła 1600 |                  |                        |              |              |              |              |              |              |              |              |              |              |              |
| 1            | Olivér Juhász    | Patkó Autósport        | 1            | -            | 1            | 1            | 2            | 1            | NW           | NW           | 2            | 2            | 32           |
| 2            | Péter Lőrincz    | Diamond Racing         | NU           | 1            | 2            | 2            | -            | -            | -            | -            | -            | -            | 13           |
| NS           | Roy Nissany      | G-Kart Team            | -            | -            | -            | -            | -            | -            | -            | -            | 1            | 1            | 10           |
| NS           | Chanoch Nissany  | Főnix Motorsport       | -            | -            | -            | -            | 1            | -            | -            | -            | -            | -            | 5            |